# Nati nel 1917/Senza giorno specificato
| Questa pagina contiene informazioni ricavate automaticamente dalle voci biografiche con l'ausilio del template Bio e di un bot. L'aggiornamento è periodico e automatico e ricostruisce completamente la pagina. Se manca una persona in questa lista, sei pregato di non aggiungerla, ma accertati piuttosto che la sua voce biografica contenga il template Bio e che i dati anagrafici siano correttamente compilati. Se il template Bio manca, inseriscilo tu stesso o, in alternativa, metti l'avviso {{tmp\|Bio}} che ne segnala la mancanza. Se i dati riportati sono sbagliati, correggi direttamente la voce biografica; le modifiche saranno visibili in questa lista entro pochi giorni. Per chiarimenti vedi il progetto biografie. La lista contiene solo le 69 persone che sono citate nell'enciclopedia e per le quali è stato implementato correttamente il template Bio. Pagina aggiornata al 2 giu 2025. |

- Sebastiano Aglianò, critico letterario, saggista e italianista italiano († 1982)
- Alessandro e Luisa Wiel, nobile italiano († 2007)
- René Alleau, scrittore francese († 2013)
- Gino Arduino, produttore discografico italiano († 1988)
- Mario Batà, partigiano italiano († 1943)
- Piero Bellino, partigiano italiano († 1944)
- Félix Benoit, storico francese († 1995)
- Avelino Cadilla, calciatore uruguaiano († 1974)
- Gino Campomizzi, militare italiano († 1942)
- Adil Candemir, lottatore turco († 1989)
- Eldo Capanna, militare italiano († 1944)
- Vittoria Carpi, attrice italiana († 2002)
- Oreste Castagna, partigiano italiano († 2007)
- Teodoro Celli, giornalista, scrittore e critico musicale italiano († 1989)
- Ruggero Ceppellini, genetista italiano († 1988)
- Chang King Hai, calciatore cinese († 1973)
- Eugenio Chiaradia, giocatore di bridge italiano († 1977)
- Emilio Clauser, matematico e fisico italiano († 1986)
- Gaetano Collotti, poliziotto italiano († 1945)
- Gwen Crellin, britannica († 2007)
- Giacomo di Crollalanza, ufficiale e partigiano italiano († 1944)
- Gerardo De Michele, medico e politico italiano († 1995)
- Carlo Dusi, pittore italiano († 1995)
- Unatù Endisciau, militare etiope († 1941)
- Mahmud Essawy, politico e terrorista egiziano († 1945)
- Ferruccio Ferrari, militare italiano († 1940)
- Cosimo Fricelli, regista e attore italiano († 1973)
- Fausto Gamba, militare italiano († 1942)
- Giuseppe Giannola, militare italiano († 2016)
- Daniel Gillès, critico letterario e scrittore belga († 1981)
- Jimmy Hamilton, clarinettista statunitense († 1994)
- Odd Eiwinn Hanssen, patologo e anatomista norvegese († 1964)
- Frans Hu Kon, calciatore indonesiano
- Luigi Ianni, presbitero italiano († 1944)
- Jimmy Kruger, politico sudafricano († 1987)
- Agostino Lauro, armatore italiano († 1989)
- Erika Lehmann, agente segreto tedesca
- Raffaele Manzoni, schermidore e maestro di scherma italiano († 2011)
- Adolfo Marini, militare italiano († 1941)
- Lajos Markos, pittore statunitense († 1993)
- Mario Mascia, militare italiano († 1940)
- Joseph McDonald, mafioso statunitense († 1997)
- Thomas Morley, botanico statunitense († 2002)
- Richardos Mprousalīs, nuotatore e pallanuotista greco
- Lorenzo Nicola, militare italiano († 1943)
- Roberto Nonveiller, pittore, critico d'arte e mercante d'arte italiano († 1959)
- Pietro Nuvolone, giurista italiano († 1985)
- O Su-cheol, cestista sudcoreano († 1995)
- Shigeo Ogawa, imprenditore giapponese († 1992)
- Mehmet Oktav, lottatore turco († 1996)
- Ottone Olivieri, cestista jugoslavo
- Giorgio Papi, produttore cinematografico italiano († 2002)
- Park Chung-hee, politico e generale sudcoreano († 1979)
- Vasco Peloni, militare italiano († 1940)
- Víctor Mario Pérez, cestista e allenatore di pallacanestro portoricano († 2006)
- Franz Pfyffer von Altishofen, ufficiale svizzero († 1995)
- Teresa Pla Meseguer, politica, guerrigliera e antifascista spagnola († 2004)
- Mario Porcù, scultore italiano († 2001)
- Vittorio Premoli, militare italiano
- Trần Văn Quang, generale vietnamita († 2013)
- Roekiah, attrice e cantante indonesiana († 1945)
- Simion Sădeanu, cestista rumeno († 1990)
- Amiel Shomrony, superstite dell'Olocausto croato († 2009)
- John Thibaut, sociologo e psicologo statunitense († 1986)
- Giuseppe Vitagliano, politico italiano
- Robert Warshow, scrittore statunitense († 1955)
- Yao Min, cantante e compositore cinese († 1967)
- Mohammad Yusuf, politico afghano († 1998)
- Daniel du Toit, astronomo sudafricano († 1959)